# たんぽぽの綿毛
『たんぽぽの綿毛』（たんぽぽのわたげ）は、小沢真理による日本の漫画作品。
『月刊フラワーズ』（小学館）において、2005年から2007年まで連載された。全11話。単行本は同社のフラワーコミックスαより全2巻。高校生の兄と保育園児の弟、その父親の3人家族の心の触れ合いを描いた作品。

## あらすじ
高校生の冬馬と4歳の春生は母を病気で亡くし、父と3人で暮らしている。父も冬馬も母親に似た春生を溺愛していた。父は仕事で忙しく、冬馬は家事と春生の面倒を見ながら学生生活とバンド活動の日々を送っていた。そんな冬馬の様子を見て、同級生・りさ子は彼を意識するようになり、知り合いにはなったが、自分の気持ちに正直になれずにいた。ある日、冬馬と春生は、父が再婚相手に考えているらしい看護婦・涼子とその娘・由似に引き合わされる。由似は、母と離婚した父との暮らしが忘れられず、春生に辛く当たる。その様子を見ていた父と涼子は時間をかけていこうと話し合う。

## 主な登場人物
山際 冬馬（やまぎわ とうま）
高校生。12歳の時に亡くした母が病床にあるときに、春生の面倒を見ると約束。学生生活を送り、友人たちとバンド活動をしながら、家事と弟の世話にいそしむ。りさ子と知り合いになるが、彼女が思いを寄せていることには気づかない。
山際 春生（やまぎわ はるき）
冬馬の弟。保育園に通う4歳児。父と冬馬に甘やかされたため泣き虫で、そのことは保育園の友達にも知られている。春生が生まれてすぐに母が亡くなったため、母の記憶はない。
山際 裕二（やまぎわ ゆうじ）
冬馬と春生の父。かつては商社に勤めていたが、妻を亡くしてからは個人営業の宝石ディーラー。春生を溺愛し、冬馬でさえ甘やかし過ぎと感じている。過去に何度か再婚しようとする相手がいたが、冬馬の反抗期などもあったため、未だに独身。
新藤 りさ子（しんどう りさこ）
冬馬の隣のクラスの同級生。春生を連れて買物していた冬馬の姿を見て以来、気になる存在の冬馬にもっと近づきたいと思っているが、自分に素直になれず、思うように話ができないでいる。
島村 涼子（しまむら りょうこ）
看護婦で由似の母親。夫と離婚して今は由似と2人暮らし。裕二と再婚に向けた交際をしていて、冬馬たち家族とともに遊園地へ遊びに行く。
島村 由似（しまむら ゆに）
涼子の一人娘で小学校2年生。冬馬に恋心を抱くおませな子だが、年下の春生には高圧的。父母の離婚前の暮らしが忘れられず、春生に辛く当たる。

## 書誌情報
- 小沢真理 『たんぽぽの綿毛』 小学館〈フラワーコミックスα〉、全2巻
  1. 2006年11月24日発売[1]、ISBN 4-09-130737-X
  2. 2007年12月21日発売[1]、ISBN 978-4-09-131390-4

  - 1巻には「おひさまの国」が同時収録されている。